# Carlo Vannucci
Carlo Vannucci, noto anche con lo pseudonimo di Bocco (Viareggio, 15 settembre 1920 – Viareggio, 30 settembre 2015), è stato un pittore, scenografo e scultore italiano.
Considerato uno dei costruttori di carri allegorici del Carnevale di Viareggio più importanti ed influenti dell’intera storia della manifestazione, ha dato vita a 45 carri di prima categoria (dal 1949 al 1993) vincendo due volte il primo premio.
Oltre alla sua carriera nel mondo del Carnevale, è conosciuto a livello nazionale ed internazionale per la sua arte pittorica che lo ha portato ad essere celebrato fino in Australia, per aver realizzato insieme ad altri carristi scenografie per pellicole di svariati registi, da Henry King a Christian De Sica e per aver creato la scenografia dei palloni in cartapesta per la cerimonia di apertura dei Mondiali di Calcio in Italia del 1990.

## Biografia

### Infanzia e giovinezza
Carlo Vannucci nacque a Viareggio il 15 settembre 1920 da Clorinda Ghiselli ed Ulderico Vannucci. Era il più piccolo di quattro figli (Benvenuto, Enrichetta e Caterina “Rina”), mentre dallo zio Adolfo, che viveva con loro, ereditò il soprannome che lo accompagnò per tutta la sua vita: “Bocco”. 
Gli anni scolastici furono complicati: ripeté alcune classi più volte, ma nonostante la sua avversione agli studi, fin da piccolo “Bocco” si avvicinò al mondo del Carnevale, frequentando assiduamente i capannoni di lavoro dei due grandi carristi degli anni tra le due guerre mondiali: Antonio D’Arliano ed Alfredo Pardini. 
A circa 15 anni scoprì la sua predilezione per la pittura e iniziò a seguire un gruppo di pittori che lo accolsero come "mascotte" invitandolo a seguirli nelle pitture all’aria aperta. Tra gli artisti con i quali Vannucci ebbe la fortuna di lavorare assieme in quel gruppo si ricordano Renato Santini, Mario Marcucci, Alfredo Catarsini, Uberto Bonetti, Giorgio Michetti e tanti altri fino ad arrivare a disegnare al fianco di Lorenzo Viani.
Proprio nel momento in cui Vannucci scoprì quindi la sua strada tra il Carnevale di Viareggio e l’arte pittorica scoppiò la Seconda guerra mondiale e nel 1938 venne chiamato per il servizio militare.

### Servizio militare

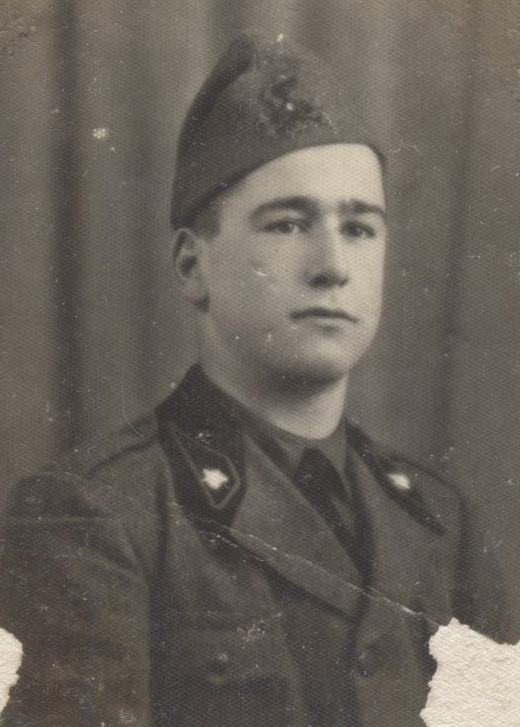
Carlo Vannucci al servizio militare

Dopo il periodo di addestramento a Cento, in provincia di Ferrara, Carlo Vannucci venne mandato alla fine del 1940 a Tripoli, ma, pochi giorni dopo dal suo arrivo sul fronte libico, venne fatto prigioniero a Sidi Barrani e imbarcato dalla marina inglese in India, a Bangalora a circa 1000 km da Bombay. 
Vannucci superò questi primi mesi di prigionia grazie alla sua arte ritraendo i compagni o dipingendo la sua Viareggio su ogni tela disponibile.
Tre anni dopo venne trasferito dagli inglesi a Cowra, a circa 300km da Sydney. Nell’ambiente militare australiano si fece conoscere per le sue capacità artistiche: non solo tele e ritratti ma lavorò anche ad alcune scenografie per rappresentazioni teatrali organizzate dai prigionieri e allestì personalmente la piccola Cappella all’interno del Campo: due volte all’anno ancora oggi viene aperta per le celebrazioni in ricordo del periodo bellico.
Nel 2019 sono state aperte due casse nei magazzini del Ministero della Difesa Australiano contenenti quadri di Vannucci ed il Museo Nazionale di Guerra di Camberra presso l’Australian War Memorial li ha esposti come opere principali nelle sue sale. 
Solo nel gennaio 1947 Vannucci riuscì a tornare a Viareggio, dopo sette anni di prigionia attraverso tre continenti.

### Il ritorno a Viareggio e il debutto nel mondo del Carnevale
Il ritorno nella sua Viareggio comportò sentimenti contrastanti: da una parte la felicità di essere tornato, dall’altra la depressione per gli anni e gli amici persi, senza dimenticare i traumi rimasti dagli anni di prigionia. 
In questo periodo ebbe un ruolo fondamentale l’artista Inaco Biancalana (amico di vecchia data di Vannucci) e la sua famiglia. Frequentandoli riuscì a riscoprire la sua città e a ritrovare l’entusiasmo per la pittura e soprattutto per il Carnevale. 
E fu grazie alle insistenze di Biancalana, oltre a quelle di altri carristi, che Carlo Vannucci decise di provare ad entrare nel mondo della cartapesta: per il Carnevale 1948, a distanza di solo qualche mese dal suo ritorno, presentò così il suo primo progetto, la mascherata in gruppo Gli eroi della spiaggia. L’opera piacque e vinse subito il primo premio permettendo così a Vannucci nel 1949 di salire subito in prima categoria (la categoria più importante): fu l’inizio di una carriera lunghissima fatta di ben 45 carri allegorici fino al 1993.

#### Il Carnevale
(Carlo Vannucci)
Vannucci iniziò la sua carriera nel mondo del Carnevale affiancato a Alessandro Bertuccelli (per tutti “Sandrino”), collaborazione che durò dal 1949 al 1960. 
- 1949 - Pancia mia fatti capanna, terzo premio (costruito insieme a Alessandro Bertuccelli)
- 1950 - Pirateria sul Tirreno, quarto premio (costruito insieme ad Alessandro Bertuccelli)
- 1951 - È sbarcato un marinaio, sesto premio (costruito insieme ad Alessandro Bertuccelli)
- 1952 - Le api e il miele, sesto premio (costruito insieme ad Alessandro Bertuccelli)

Il 1953 è l’anno della prima storica vittoria della coppia “Bocco-Sandrino”. In quell’edizione i carristi vennero invitati dal Comitato Organizzatore a portare sulle loro costruzioni personaggi della storia. Vannucci e Bertuccelli portarono un gigantesco Lorenzo de' Medici con alle spalle un perfettamente riprodotto Palazzo Vecchio intitolato Chi vuol esser lieto sia (su progetto di Uberto Bonetti) che invitava a lasciarsi trasportare e a godersi la festa del Carnevale.
Qualche settimana dopo il verdetto, per la precisione il 27 aprile 1953, Vannucci sposò Elisena e dal loro matrimonio nacquero tre figli (Enrico nel 1954, Roberto nel 1958 e Carla nel 1964).
- 1954 - Corrida carnevalesca, settimo premio (costruito insieme ad Alessandro Bertuccelli)
- 1955 - Libeccio in poppa, quarto premio (costruito insieme ad Alessandro Bertuccelli)
- 1956 - Arriva Gulliver, terzo premio (costruito insieme ad Alessandro Bertuccelli)
- 1957 - Gioia di Carnevale, settimo premio (costruito insieme ad Alessandro Bertuccelli)
- 1958 - Bosco incantato, terzo premio (costruito insieme ad Alessandro Bertuccelli)
- 1959 - La favola, secondo premio (costruito insieme ad Alessandro Bertuccelli)
- 1960 - L’uomo delle nevi, terzo premio (costruito insieme ad Alessandro Bertuccelli)
- 1961 - Ballata cubana, secondo premio
- 1962 - Carnevale nel cosmo, quinto premio
- 1963 - L’amico del giaguaro, quarto premio
- 1964 - Zum Whol, terzo premio
- 1965 - Giungla d’asfalto, settimo premio
- 1966 - Un consiglio per Maigret, terzo premio
- 1967 - I pappamondo, nono premio
- 1968 - Cotte e stracotte, quinto premioParticolare del carro di prima categoria "Rendez-vous à Viareggio" - 1973

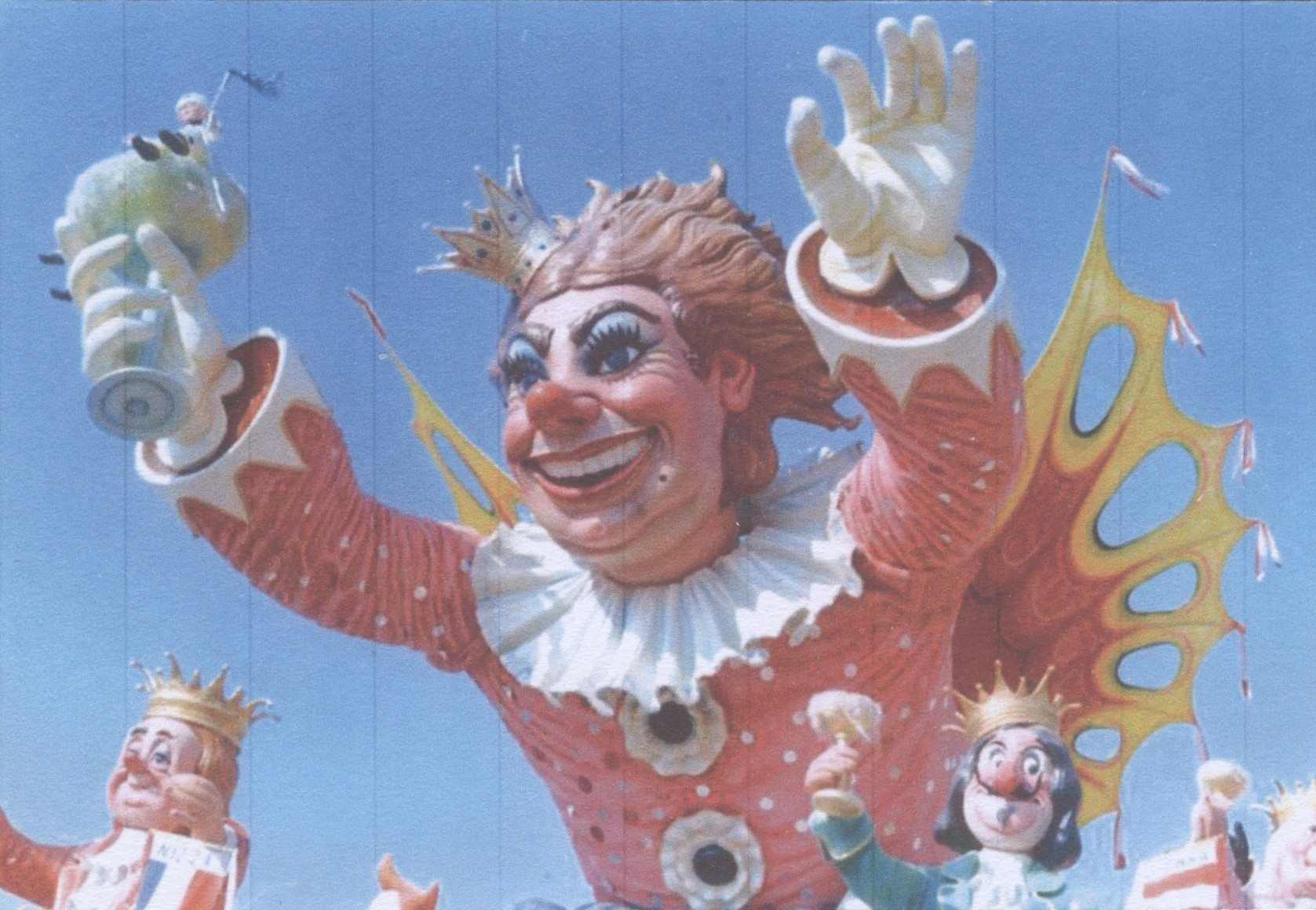
Particolare del carro di prima categoria "Rendez-vous à Viareggio" - 1973

- 1969 - Un cuore nuovo, decimo premio
- 1970 - La malerba, quinto premio
- 1971 - Dirottamento su Viareggio, settimo premio
- 1972 - Amica luna, nono premio
- 1973 - Rendez-vous a Viareggio, quinto premio
- 1974 - Tutti al mare, settimo premio
- 1975 - I pescicani, sesto premio
- 1976 - Questo matrimonio non s’ha da fare, secondo premio
- 1977 - Alice nel paese delle meraviglie, quinto premio
- 1978 - Salviamo il carnevale, quinto premio
- 1979 - La vacca capitolina, terzo premio
- 1980 - Fatti più in là, quarto premio
- 1981 - Tutti in pista, sesto premio
- 1982 - Ma il ciuco non può andare, secondo premio
- 1983 - Fin che la barca va, terzo premio
- 1984 - Maghi, diavoli e scaramanzie, terzo premio (costruito insieme a Vasco Bazzichi, idea e progetto di Giovanni Lazzarini)
- 1985 - Archimede sollevalo tu, quinto premio
- 1986 - La bella e la bestia, secondo premio
- 1987 - Gatta ci cova, quinto premio (costruito insieme ad Enrico Vannucci)
- 1988 - La natura si ribella, settimo premio (costruito insieme ad Enrico Vannucci)
- 1989 - Viareggio re dei Carnevali, nono premio (costruito insieme ad Enrico Vannucci)
- 1990 - Vieni... ti racconto la fiaba del Carnevale, quinto premio (costruito insieme ad Enrico Vannucci)
- 1991 - A me gli occhi, settimo premio (costruito insieme ad Enrico Vannucci)[1]

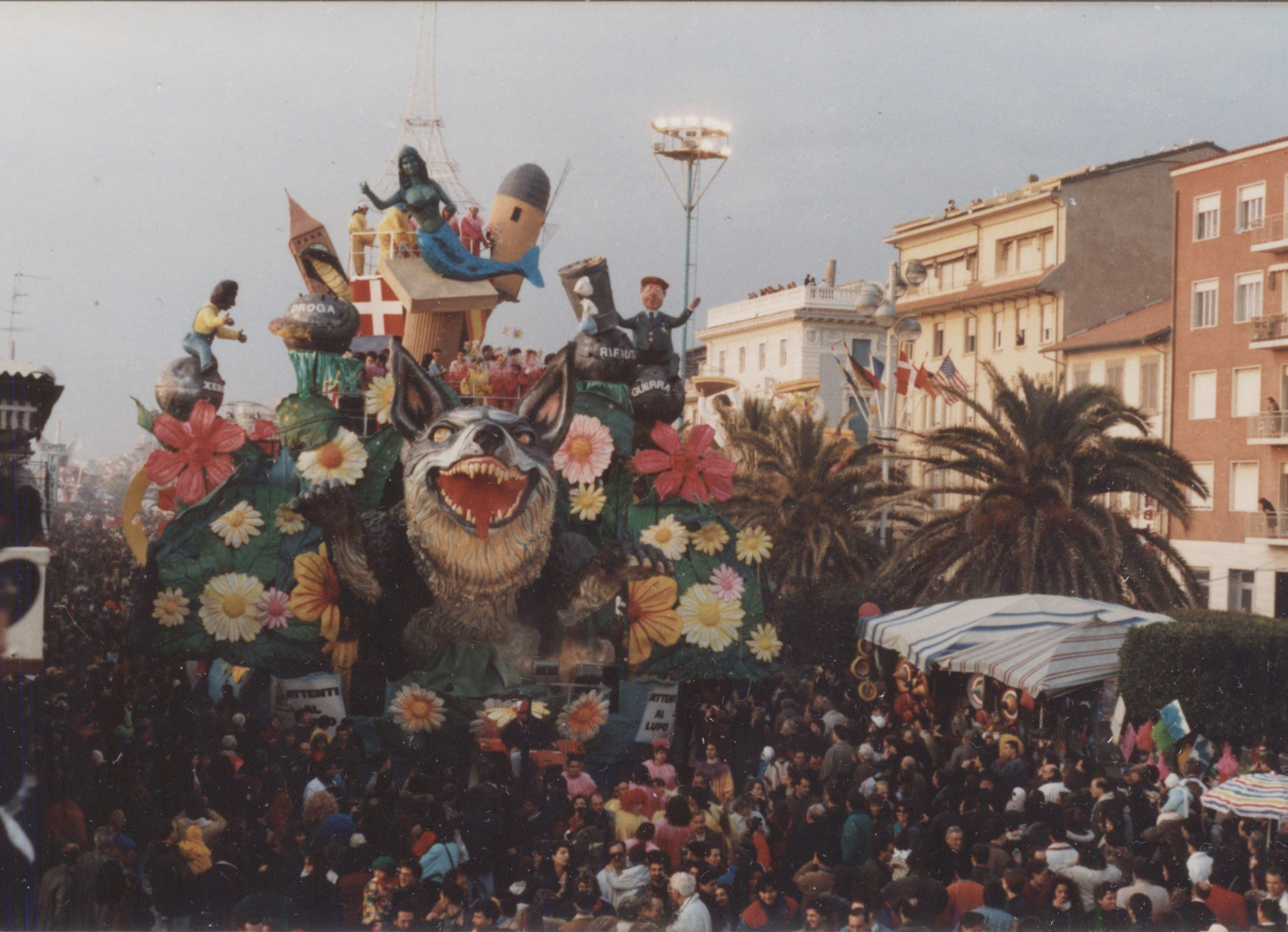
"Attenti al lupo" - carro di Carlo Vannucci del 1992

Il 1992 fu l’anno della seconda vittoria di Carlo Vannucci in prima categoria. Dal 1987 lavorò a fianco del suo primogenito Enrico e la coppia padre-figlio arrivò al successo massimo cinque anni dopo. Il carro si intitolava Attenti al Lupo, satira sulla neonata Unione Europea. 
Purtroppo, per stare vicino alla moglie costretta a casa per motivi di salute, Carlo Vannucci non vide mai dal vivo il suo carro vincitore, ma solo in televisione. Inoltre, a fine Carnevale, l’occupazione (e successive dimissioni) della Fondazione Carnevale non permisero lo svolgimento delle premiazioni: solo nel 2022, a 30 anni dalla vittoria del carro del 1992, un gruppo di amanti del Carnevale ha organizzato una premiazione “non ufficiale” alla presenza del figlio Enrico.
- 1993 - Curiamo il mondo, settimo premio (costruito insieme ad Enrico Vannucci)[1]

### Pittura, cinema e lavori esterni al Carnevale

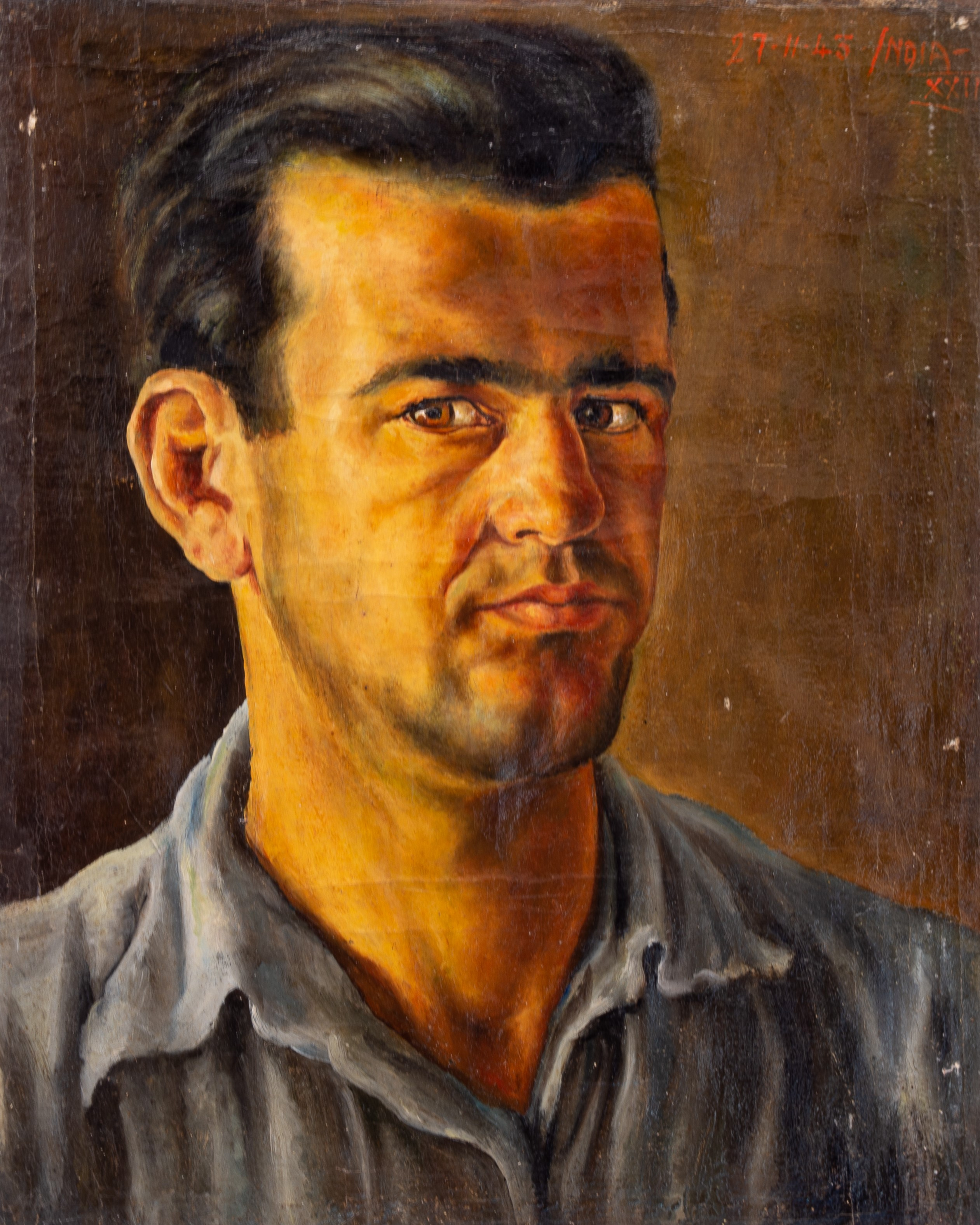
Autoritratto Carlo Vannucci

Carlo Vannucci fu anche un grande e stimato pittore. Si ispirava tanto alla corrente artistica dei Macchiaioli: amava pitturare in esterno e dipingere paesaggi. Il soggetto che amava riprodurre di più erano le marine e le darsene della città di Viareggio. Riprendeva spesso il modo di dipingere di Paul Cezanne, Paul Gauguin e Vincent Van Gogh senza mai dimenticare anche l’Espressionismo di uno dei suoi mentori: quel Lorenzo Viani al fianco del quale si trovò a dipingere in adolescenza. 
Fu inoltre uno stimato ritrattista, ispirandosi a Rembrandt e Diego Velazquez. Ma il suo idolo indiscusso, soprattutto per le nature morte, fu Giorgio Morandi.
Durante il periodo di prigionia dipinse quasi senza sosta, come “cura” per la distanza da casa, lasciando traccia della sua arte lungo tre continenti. 
Nel 1959 e nel 1986 partecipò, con altri carristi alla realizzazione di pale di Santi per la storica Macchina di Santa Rosa, patrona di Viterbo.
Lungo tutta la sua carriera, come molti altri carristi di Viareggio, venne ingaggiato per scenografie di svariati film: si ricordano ad esempio i suoi lavori per il film Il principe delle Volpi (1949) del regista Henry King o il film Tre (1996) di Christian De Sica.
L'8 giugno del 1990 iniziarono i Mondiali di Calcio a Milano e la scenografia della cerimonia d'apertura fu affidata a Pietro Zuffi. La sua idea era di realizzare ventiquattro palloni simboleggianti ognuno i colori delle nazioni, che, una volta apertisi, avrebbero liberato in aria dei palloncini colorati. Zuffi pensò ai maestri cartapestai viareggini, primi fra tutti Arnaldo Galli, Raffaello Giunta e proprio Carlo Vannucci. La cerimonia di apertura si tenne allo Stadio Giuseppe Meazza e fu un successo: i palloni in cartapesta di diametro 4 metri circa si aprirono in sincrono, schiudendo le corolle dei petali di margherite e liberando in cielo migliaia di palloncini colorati.

### Gli ultimi anni

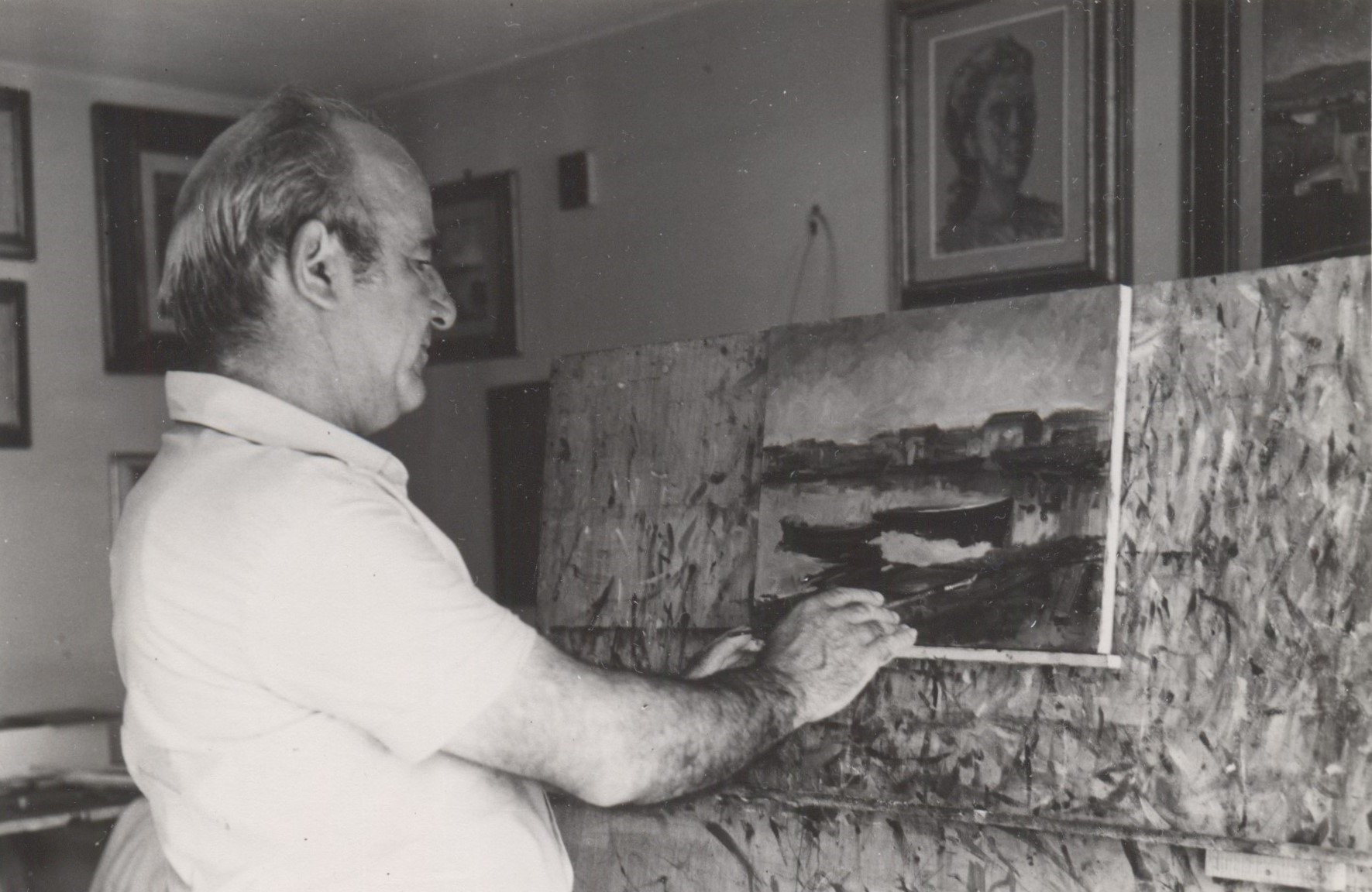
Carlo Vannucci mentre dipinge

Carlo “Bocco” Vannucci dopo quasi mezzo secolo di opere firmate nel mondo del Carnevale di Viareggio, nel 1993 decise di ritirarsi dopo aver realizzato il carro Curiamo il mondo, con protagonista la stella nascente della musica pop Michael Jackson. 
Nonostante non firmasse più le opere, passava più tempo possibile negli hangars della Cittadella del Carnevale di Viareggio al fianco del figlio, come aiutante o anche solo per dipingere le sue tele. 
Continuò a dipingere fino agli ultimi mesi della sua vita; morì il 30 settembre 2015, 15 giorni dopo il suo 95º compleanno. 
Dal 2016, il Carnevale di Viareggio, alla sua memoria, assegna il premio speciale alla tradizione (assegnato all’opera che più delle altre si rifà alle tematiche e alle iconografie della storia della Manifestazione).